# Güjük
Güjük (Güyük; kolem března 1206 – 20. dubna 1248) byl třetí chán Mongolské říše, nejstarší syn Ögedeje a vnuk Čingischána. Vládl v letech 1246 až 1248. Svou vojenskou kariéru zahájil účastí na podmanění Východní Sia a poté se účastnil vpádu do Evropy. Bylo o něm známo, že měl spory se členy své rodiny a špatně zacházel se svými vojáky. Po smrti otce byl v roce 1246 uveden na trůn. Během téměř dvouleté vlády zrušil některé nepopulární výnosy z doby regentské vlády své matky a nařídil všeobecné sčítání lidu.
Zapsal se i do evropských dějin, když ustanovil Andreje Jaroslaviče velkoknížetem vladimirským a udělil titul velkoknížete kyjevského Alexandru Něvskému.

## Vzhled
Podle svědectví Giovanni Carpiniho byl Güjük: „střední postavy, velmi rozvážný a mimořádně bystrý a ve svých způsobech vážný a klidný“.

## Mládí
Güyük získal vojenský výcvik a sloužil jako důstojník za svého dědečka Čingischána a později otce Ögedeje (chán po smrti Čingise v roce 1227). Oženil se s Oghul-Chamyš, která snad pocházela z kmene Merkitů.
Podle perského historika Ata-Malik Juvayni, byl Güyük, syn Ögedeje, křesťan, ale ojedinělou zmínku blíže nerozvádí.